# Asylum (Kiss-Album)
Asylum ist das dreizehnte Studioalbum der US-amerikanischen Hard-Rock-Band Kiss und das erste, an dem der Gitarrist Bruce Kulick als Mitglied der Gruppe mitgewirkt hat.

## Entstehungsgeschichte
Kiss hatten seit 1982 mehrfach das Problem, den Weggang ihres ursprünglichen Leadgitarristen Ace Frehley kompensieren zu müssen: Sein direkter Nachfolger, Vinnie Vincent, wurde am 17. März 1984 gefeuert, weil er sich nur schwer in die Gruppe einfügte und die Vorgaben von Paul Stanley und Gene Simmons widerstrebend oder gar nicht befolgte. Das Album Animalize wurde mit Mark St. John an der Gitarre aufgenommen, der während der Proben zur folgenden Tournee an Morbus Reiter erkrankte. Bruce Kulick half aus und spielte während aller Konzerte der Europatournee an Stelle St. Johns. Auf der folgenden US-Tour gelang es St. John, zwei Konzerte vollständig zu absolvieren, bevor er erneut verzichten musste. Er wurde am 7. Dezember 1984 entlassen. Die nicht absehbare Entwicklung seiner Erkrankung war letztlich ausschlaggebend für die Entscheidung, diesen Schritt zu vollziehen. Bruce Kulick wurde am 8. Dezember 1984 offiziell Gitarrist der Band und beendete mit ihr die Animalize-Tournee, die bis zum 29. März 1985 lief.
Animalize hatte den Erfolg für Kiss zurückgebracht: Das Album erreichte die Top 20 der Billboard 200, die Single Heaven’s On Fire war erfolgreich im Radio und auf MTV gelaufen, die Besetzung mit Bruce Kulick hatte sich stabilisiert, und die Zuschauerzahlen waren im Vergleich zur Lick It Up-Tournee um 20 % gewachsen.
Simmons und Stanley übernahmen die Aufgabe, das Album zu produzieren. Wie schon beim Vorgängeralbum wurden wieder außenstehende Songwriter geholt, unter anderem Desmond Child, der mit Paul Stanley bereits den Hit I Was Made for Lovin’ You geschrieben und auch bei Heaven’s On Fire mitgewirkt hatte, sowie Jean Beauvoir, Rod Swenson und Wes Beech, die alle drei zuvor gemeinsam musiziert hatten bei den Plasmatics, der Band um die Sängerin Wendy O. Williams, deren Solo-Debüt-Album wiederum Gene Simmons 1984 produziert hatte. Jean Beauvoir, der bereits auf Animalize mitgewirkt hatte, spielte auch Bass und sang Backgroundvocals bei Who Wants to Be Lonely und Uh! All Night.
Cover
Paul Stanley war es auch, der das Cover bearbeitete: Er ordnete den Bandmitgliedern Farben zu, wobei seine und Simmons Farbe der jeweiligen Hintergrundfarbe ihrer 1978er Soloalben entsprachen; Simmons Lippen waren rot, Stanleys violett. Kulicks Lippen erhielten einen Blauton (korrespondierend mit Frehley’s Solo-Album-Hintergrund), Schlagzeuger Eric Carr bekam, analog zu Peter Criss, die Farbe Grün zugeordnet.
Simmons schrieb Any Way You Slice It mit Howard Rice, der später für Patti LaBelle den Titel New Attitude schrieb. Love’s a Deadly Weapon ist ein Titel, der 1980 beim Songwriting für den Nachfolger zu Unmasked im Studio von Ace Frehley entstanden war und zu Gunsten der Titel für Music from the Elder verworfen wurde.
Veröffentlichung
Asylum erschien am 16. September 1985; als Single wurde Tears Are Falling veröffentlicht, sie erreichte Platz 51 der Billboard Hot 100. Außerdem wurde ein Videoclip zur Single veröffentlicht, zu zwei weiteren Songs wurden Videoclips gedreht: Who Wants To Be Lonely und Uh! All Night.

## Titelliste
1. King Of The Mountain (Gesang: Paul Stanley; Text und Musik: Paul Stanley, Bruce Kulick, Desmond Child) – 4:17
2. Any Way You Slice It (Gesang: Gene Simmons; Text und Musik: Gene Simmons, Howard Rice) – 4:02
3. Who Wants To Be Lonely (Gesang: Paul Stanley; Text und Musik: Paul Stanley, Desmond Child, Jean Beauvoir) – 4:01
4. Trial By Fire (Gesang: Gene Simmons; Text und Musik: Gene Simmons, Bruce Kulick) – 3:25
5. I’m Alive (Gesang: Paul Stanley; Text und Musik: Paul Stanley, Bruce Kulick, Desmond Child) – 3:43
6. Love’s A Deadly Weapon (Gesang: Gene Simmons; Text und Musik: Paul Stanley, Gene Simmons, Rod Swenson, Wes Beech) – 3:29
7. Tears Are Falling (Gesang: Paul Stanley; Text und Musik: Paul Stanley) – 3:55
8. Secretly Cruel (Gesang: Gene Simmons; Text und Musik: Gene Simmons) – 3:41
9. Radar For Love (Gesang: Paul Stanley; Text und Musik: Paul Stanley, Desmond Child) – 4:02
10. Uh! All Night (Gesang: Paul Stanley; Text und Musik: Paul Stanley, Desmond Child, Jean Beauvoir) – 4:02

## Tournee
Die Tournee zu Asylum begann am 29. November 1985 in Little Rock (Arkansas) und endete nach 91 Shows am 12. April 1986 in Pittsburgh (Pennsylvania). Insgesamt benutzte die Gruppe drei unterschiedlich gestaltete Bühnen, von denen die erste nur für acht Konzerte verwendet wurde. Die Bühnenoberfläche war aus Kunststoff gefertigt, um von unten Licht durchleuchten lassen zu können, dadurch war sie aber auch glatt und musste daher bald ersetzt werden. Zu dieser Bühne gehörte auch ein zwölf Meter hohes beleuchtetes Kiss-Logo, das einen eigenen Generator benötigte, eine dreiteilige schwarze Hebeeinrichtung für das Schlagzeug (Drumriser) sowie vier steile, blitzförmige Treppen.
Am 11. Dezember 1985 wurde die zweite Bühnenvariante in Richmond (Ohio) zum ersten Mal benutzt: Das riesige Logo blieb, ebenso die Treppen, aber der Drumriser von Eric Carr war jetzt silbern und wurde zwischen den Rampen platziert, die schon bei der Animalize-Tournee verwendet worden waren.
Die dritte Bühne hatte ihre Premiere schließlich am 2. Februar 1986 in Tucson (Arizona): Links und rechts vom Schlagzeug waren Verstärkerwände aufgestellt worden, die an den Außenseiten in Richtung Publikum abgerundet wurden. Die Treppen wurden nicht mehr benutzt, ebenso wenig die Rampen, sodass die Gruppe mit dem unspektakuläreren Bühnenaufbau gleichzeitig Geld sparte, weil weniger Lkw zum Transport benötigt wurden.